# Massive Open Online Course
Massive Open Online Course (deutsch riesiger offener Onlinekurs), kurz MOOC, bezeichnet überwiegend in der Hochschul- und Erwachsenenbildung verwendete Onlinekurse, die in der Regel große Teilnehmerzahlen aufweisen, da sie auf Zugangs- und Zulassungsbeschränkungen verzichten.
MOOCs kombinieren traditionelle Formen der Wissensvermittlung wie Videos, Lesematerial und Problemstellungen mit Foren, in denen Lehrende und Lernende interagieren und in virtuellen Lerngruppen zusammenarbeiten. Zu unterscheiden sind dabei xMOOCs von cMOOCs. Während erstgenannte im Wesentlichen auf Video aufgezeichnete Vorlesungen mit einer Prüfung darstellen, beruhen cMOOCs auf der Idee des Konnektivismus und haben eher die Form eines Seminars oder Workshops. Allgemein lassen sich MOOCs dadurch charakterisieren, dass sie keine Gebühren, keine Voraussetzungen, außer Internet-Zugang und Interesse seitens des Nutzers, verlangen.

## Geschichte

### Vorläufer
Vor dem digitalen Zeitalter gab es bereits Wege, trotz räumlicher Trennung Wissen auszutauschen. Im 19. Jahrhundert beruhte Fernunterricht häufig auf brieflicher Korrespondenz, die Lernenden erhielten ihre Lehrtexte postalisch. In den darauf folgenden Jahren veränderten sich die Möglichkeiten des Informationsaustausches mit der Nutzung anderer Medien. Fernunterricht wurde von einigen Universitäten per Telefonie oder Fernsehen angeboten. Im Zuge der Technologien der 1990er Jahre kam schließlich vermehrt das Internet zum Einsatz. In den 2000er Jahren stieg die Online-Präsenz und damit die Möglichkeiten des Lernens im Internet stark an, sodass zahlreiche offene Lernkurse, zusammengefasst als Open Educational Resources, angeboten wurden. Diese Kurse gelten als Vorläufer der heute verwendeten Massive Open Online Courses (MOOCs). Ein kostenfreier Kurs „Basic Human Sexual Anatomy and Physiology“ wurde im Januar 2003 von Erwin J. Haeberle und dem Magnus Hirschfeld Archive for Sexology (Humboldt-Universität Berlin) online gestellt. Der 2007 von David Wiley angebotene wikibasierte Kurs „Open Ed Syllabus“ ist ein weiterer Open Online Courses, in welchem verschiedene Themen der Open Education behandelt wurden.

### 2008
George Siemens und Stephen Downes von der Universität Manitoba in Kanada veranstalteten 2008 den Kurs „Connectivism & Connective Knowledge“, der unter dem Kürzel CCK08 später zum Markenzeichen für das Format wurde. In diesem Zusammenhang und durch eine Publikation von George Siemens wurde der Begriff des Konnektivismus erstmals bekannt, auf dessen konzeptionelle Überlegungen sich die pädagogischen Grundlagen von Open Online Courses oft beziehen.

### Ab 2010
Verschiedenste MOOC werden ab dem Jahr 2010 angeboten, beispielsweise:
- Kurs PLENK – Personal Learning Environments Networks and Knowledge (Herbst 2010)
- Wiederauflage des ersten Kurses Connectivism and Connective Knowledge unter dem Kürzel CCK11 2011
- Kurs LAK11 – Learning and Knowledge Analytics (Frühjahr 2011)
- Kurs Change11: Education, Learning, and Technology! (Herbst 2011)

Bis heute wurde das Format von etlichen Bildungsakteuren aufgegriffen und man findet unzählige Angebote zu allen möglichen Themen unter dem Begriff MOOCs (Massive Open Online Courses). So führten beispielsweise zwei Hochschullehrende Sebastian Thrun und Peter Norvig der Universität Stanford im Jahr 2011 einen Open Course zum Thema künstliche Intelligenz durch, zu dem sich 160.000 Interessierte anmeldeten, von denen ca. 20.000 Teilnehmende den Kurs auch tatsächlich abschlossen und eine Bestätigung der Veranstalter erhielten.
Die Universität hat in diesem Fall nicht selbst das Zertifikat ausgestellt, sondern lediglich die Hochschullehrenden, was bereits den ersten Diskussionsstoff über die Frage nach dem Wert einer solchen Bescheinigung lieferte. Der in den USA zum Thema Bildungsmedien bekannte Blogger Michael Feldstein äußerte sich z. B. in der online Zeitung Inside Higher Ed: „Wenn einzelne Hochschullehrende damit beginnen, die studentischen Leistungen zu zertifizieren, dann stellt dies die Rolle einer Hochschule in Frage.“
Seitdem hat sich eine ganze Menge getan, gerade im englischsprachigen, amerikanischen Raum haben sich mit Udacity, Coursera und EdX kommerzielle Anbieter von MOOCs entwickelt und auch die Anzahl an Publikationen ist in rasanter Geschwindigkeit gestiegen. Laut der New York Times wird das Jahr 2012 als „das Jahr der MOOC's“ bezeichnet, da sich die MOOC Plattformen nicht nur rasant entwickelt haben, sondern auch zunehmend Eliteuniversitäten wie Princeton, Brown, Columbia und Duke angefangen haben, Kurse auf Plattformen wie Coursera anzubieten. Selbst Google hat ein Tool veröffentlicht, mit dem MOOC's online erstellt werden können.

## Charakteristiken und Klassifizierung

### Kerncharakteristiken nach Kennedy
Kennedy (2014) identifiziert im Rahmen einer umfassenden Literaturauswertung drei Kerncharakteristiken von MOOCs: Offenheit, Persistenz-Barrieren, und Modell.
Offenheit
MOOCs sind charakterisiert durch frei zugängliche Technologien und Software für Bildungszwecke, frei zugängliche Inhalte und Lernressourcen, und frei zugängliches Wissen. Kursteilnehmer und Lehrende teilen offen Lernmethoden. Unter Offenheit wird demnach im Wesentlichen die freie, offene Kommunikation und Teilnahme an einer offenen vernetzten Umgebung verstanden. So ist beispielsweise die Registrierung an MOOCs für jeden möglich und Informationsquellen sind für jeden frei erhältlich.
Persistenz-Barrieren
MOOCs beinhalten bestimmte behindernde Faktoren, die Hindernisse für die reibungslose Teilnahme und damit erfolgreiches Lernen darstellen. Folgen solcher Barrieren können schlechte Ergebnisse oder der Abbruch des Kurses sein. Durch die Barrieren eines MOOCs wird ebenfalls das häufig angesprochene Problem der geringen Absolventenquote von MOOCs erklärt. Solche Barrieren können beispielsweise die Fähigkeit im Umgang mit neuen Technologien, Sprachkenntnisse, die Struktur des MOOCs, Zeitzonendifferenzen, individuelle Probleme sozialer Natur im Umgang mit anderen Teilnehmern und zeitliche/terminliche Bindung des MOOCs sein.
Modell
Jedem MOOC liegt ein bestimmtes Lernmodell zugrunde. Heutige MOOCs lassen sich hauptsächlich als cMOOC oder xMOOC klassifizieren. Diese unterscheiden sich zum Beispiel hinsichtlich des Ausmaßes der Autonomie des Teilnehmers und des Strukturierungsgrades des Kurses. Auch der Umgang mit Leistungsbewertungen und Prüfung unterscheidet sich unter den Modellen. Vor allem aber liegt den verschiedenen Modellen jeweils ein unterschiedlicher pädagogischer Ansatz zugrunde. Allgemein lassen sich bei MOOCs jedoch eher prozessbasierte Modelle als produktbasierte Modelle als zugrundeliegende Mechanismen erkennen.

### xMOOCs
Die xMOOCs haben ihren Ursprung in regulären Hochschulveranstaltungen, die nachträglich als Online-Kurs einer großen Anzahl von Teilnehmenden zur Verfügung gestellt wurden. Das dem Kürzel MOOC vorangestellte x steht für extension und rührt daher, dass die Harvard University in ihrem Vorlesungsverzeichnis Online-Varianten ihrer Kurse mit einem x (ausgesprochen „cross“) hinter der Kursnummer versah.
Typische Elemente der xMOOCs sind Videos und Quiz, in denen Testfragen beantwortet werden müssen. Je nach Art des Kurses können weitere Elemente hinzukommen, beispielsweise zu lesende Texte oder schriftliche Hausarbeiten, die wegen der hohen Zahl der Teilnehmenden nicht von der Kursleitung beurteilt werden, sondern von anderen Kursteilnehmenden.
xMOOCs werden meist durch Online-Foren begleitet, in denen sich Lernende austauschen können. Die Vernetzung untereinander ist kein integraler Bestandteil des Konzepts, es kann jedoch sinnvoll sein, xMOOCs mit dem Konzept des Persönlichen Lernnetzwerks (PLN) zu verbinden.

### cMOOCs

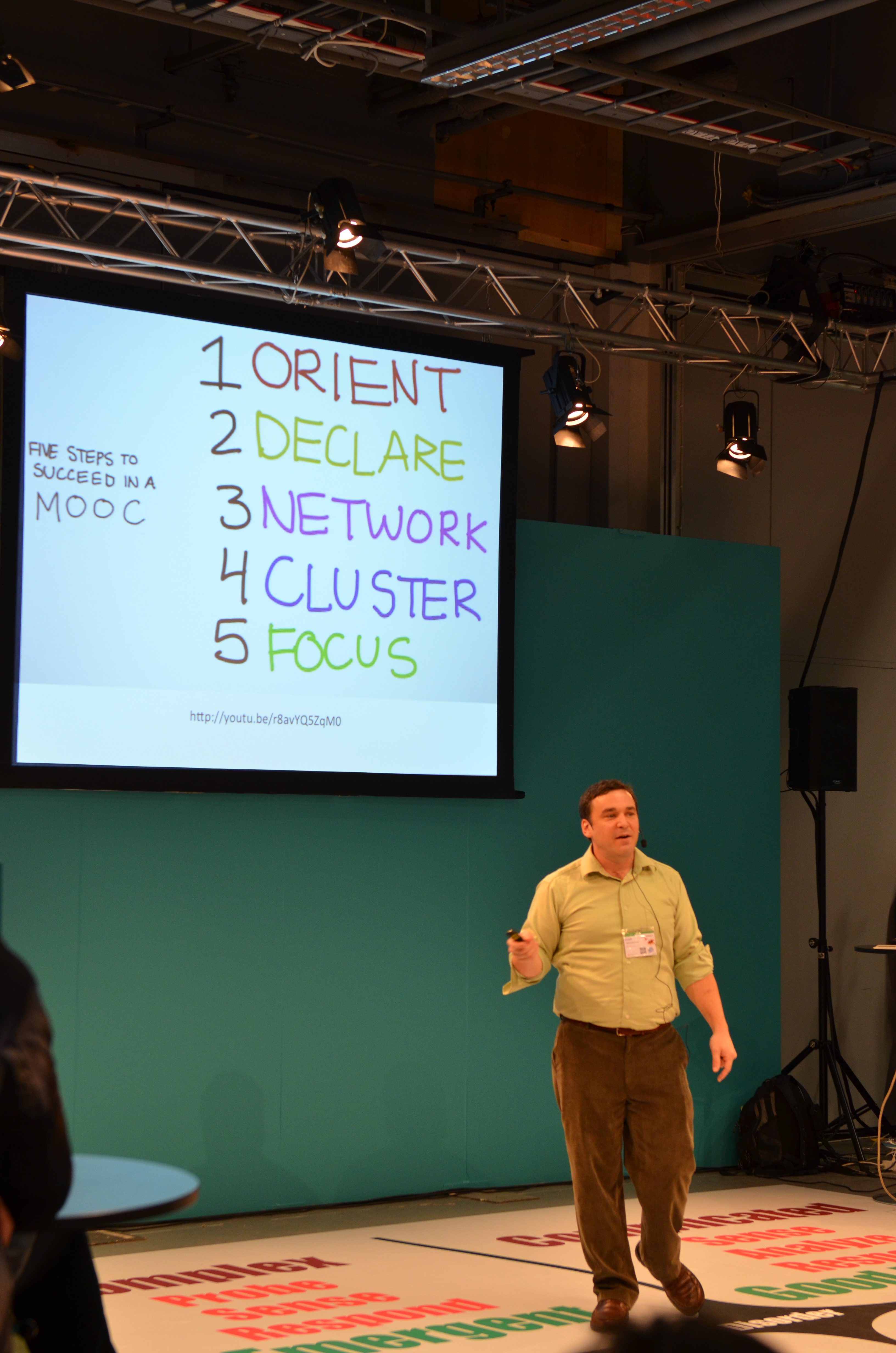
Dave Cormier beim schwedischen Skolforum 2012

Ausgehend von einem Oberthema und einem Zeitplan mit einigen festgelegten Abschnitten und Ereignissen stellen die Kursanbieter bei cMOOCs als Impuls einige in der Regel online verfügbare Ressourcen, wie Texte oder Videos zur Verfügung. Die Teilnehmer entscheiden selbst, ob und in welcher Weise sie sich einbringen. Werden sie aktiv, erstellen sie selbst weitere Materialien, etwa in Form von Blogbeiträgen, Tweets, Videos oder Podcasts. Sie werden dem Kurs zur Verfügung gestellt und können fortan kommentiert, diskutiert oder erweitert werden. Auf diese Weise entsteht eine Vernetzung zwischen Lernenden und deren Inhalten, wie sie im Konnektivismus propagiert wird. Diesem Ansatz (englisch connectivism) entspringt das den MOOCs vorangestellte c.
Die Beteiligung erfolgt typischerweise in vier Stufen bzw. Hauptaktionen:
Orientieren (Aggregate)
sich einen Überblick verschaffen und auswählen, was interessant erscheint.
Ordnen (Remix)
ein Thema für sich strukturiert festhalten und nach Anknüpfungspunkten und Verbindungen zum eigenen Alltag suchen.
Beitragen (Repurpose)
einen eigenen Beitrag oder Kommentar zu einem Thema verfassen.
Teilen (Feed Forward)
die eigenen Beiträge mit anderen Teilnehmenden teilen.

### P4P MOOCs
Peer for Peer Massive Open Online Courses (P4P MOOCs) sind Online-Kurse von Lernenden für Lernende. MOOCs werden nicht konsumiert, sondern selbst erstellt. In Schule, Ausbildung und Studium können Lernende flexibel aus Open Educational Resources (OERs) und eigenen Inhalten individuelle MOOCs kombinieren. Typische Elemente der P4P MOOCs sind Videos, interaktive und offene Aufgaben. Im Einsatz der P4P MOOCs vor, in und nach der Präsenzphase z. B. im Blended-Learning oder Flipped Classroom besteht die Möglichkeit an Schulen durch Binnendifferenzierung der Heterogenität der Lernenden gerecht zu werden. Im deutschsprachigen Raum ist das MOOC-Wiki MOOCit.de ein Portal, das von dem Glanz Verlag redaktionell betreut wird. Zertifikate werden auf MOOCit für das Erstellen eines MOOCs vergeben.

## Wer nutzt MOOCs?

### Lernender
Um besser verstehen zu können, wer MOOCs mit welcher Motivation benutzt, haben Christensen und Kollegen (2013) sich zum Ziel gesetzt, diese Fragen in ihrer Untersuchung zu klären. Sie untersuchten über 30.000 Personen, welche an einem der 32 Kurse der Universität von Pennsylvania auf Coursera teilgenommen haben. Generell nahmen Personen aus der gesamten Welt an den Kursen teil, wobei die Mehrheit aus den Vereinigten Staaten oder aus weiteren OECD-Ländern stammten. Die Teilnehmer waren, unabhängig von der geographischen Herkunft, gut ausgebildet. Ferner handelt es sich eher um junge Menschen (jünger als 30 Jahre). Es nehmen, vor allem in den BRICS-Staaten und in anderen Entwicklungsländern, signifikant mehr Männer als Frauen an den MOOC-Kursen teil. Mehr als die Hälfte der Teilnehmer sind berufstätig.
Als Grund für die Teilnahme an MOOCs konnten zwei Hauptgründe identifiziert werden: Zum einen wollen die Teilnehmer sich weiterbilden und Fähigkeiten erlernen, um ihren Job besser ausüben zu können, und zum anderen stand die Neugier und der Spaß im Vordergrund. Diese Unterschiede waren vor allem abhängig von den belegten Kursen und vom Herkunftsland.

### Lehrender
Lehrende, welche MOOCs benutzen, müssen sowohl für die Vorbereitung der Kurse als auch für die anschließende Betreuung Zeit aufwenden. 2013 betrachtete die Chronicle of Higher Education die Rolle der Lehrenden von MOOCs. Laut einer Umfrage sind 100 Stunden für die Vorbereitung eines MOOCs nötig. Weitere 8-10 Stunden können auf die wöchentliche Betreuung entfallen. Besonders intensiv werden von Lehrenden in der Gestaltung ihrer Kurse selbst gedrehte Videos benutzt (97 %). Des Weiteren gaben von den befragten Professoren 75 % an, dass sie offene Lern-Ressourcen in ihre MOOCs einbinden. Lediglich 9 % verlangten den Kauf von klassischen Büchern. Noch weniger verwendet werden E-Books, nur in 5 % der Fälle.

## Pädagogische Basis
Im Zusammenhang mit der Kritik an MOOCs als neue Form des Lehren und Lernens wird oft die Frage nach der pädagogischen und didaktischen Grundlage angebracht. Auch wenn wahrscheinlich nicht alle Aspekte immer auf jeden Kurs zutreffen, so werden grundsätzlich folgende Argumente angebracht, die die pädagogische Basis des MOOC-Konzepts untermauern:
- Online-Lernen ist effizient.
- Mit Tests und Quizzen wird auf die Wichtigkeit des Retrievals (= Abrufs des Erlernten; engl.: "retrieval-based learning") eingegangen.
- MOOCs passen sich durch Mastery Learning an den Lernenden an (erst, wenn ein Konzept vollständig beherrscht wird, wird mit dem nächsten fortgefahren).
- Die Kombination von Peer- und Selbsteinschätzung unterstützt die Herausbildung der Selbstlernfähigkeiten der Lernenden[13], kritischen und reflexiven Denkens sowie die Erkennung eigener Stärken und Schwächen.[14]
- Der Einsatz zehn- bis 15-minütiger Videos ermöglicht Lernenden, über Geschwindigkeit, Pausen und Wiederholungen zu entscheiden und gleichzeitig ihre Aufmerksamkeit aufrechtzuerhalten.[15]
- MOOCs besitzen eine flache Hierarchie, sodass traditionelle soziale Grenzen durchbrochen werden und Verbindungen zwischen Lernenden und Lehrenden geschaffen werden können.[2]
- Möglichkeit, MOOCs in Verbindung mit traditionellen Kurse im „Blended Learning“-Kontext zu nutzen.[16]
- Zahlreiche Unterstützungsmöglichkeiten durch Online-Foren:
  - z. B. direkte Hilfe bei Verständnisfragen
  - Möglichkeit, Face-To-Face-Sitzungen zu ersetzen
  - Aufbau einer Lerngemeinschaft, in der Wissen generiert werden kann[17]

Auch einer der bekanntesten Anbieter von (x)MOOCs, coursera.org, agiert auf dieser Basis und will damit sein Ziel erreichen, Lernenden zu helfen, Material schnell und effektiv zu lernen. Die Autoren Glance, Forsey und Riley schlussfolgern aus den oben genannten Punkten, dass MOOCs eine solide pädagogische Basis haben, weisen jedoch darauf hin, dass dies noch nicht bedeutet, dass die Teilnahme an einer Menge an MOOCs eine Ausbildung, die mit der Anwesenheit an einem Campus einhergeht, ersetzen kann. Hierzu besteht noch Forschungsbedarf.

## Design Guidelines
Zur erfolgreichen Nutzung von MOOCs, als Teil des didaktischen Designs, führen Guo, Kim & Rubin auf Basis ihrer Befunde zahlreiche Empfehlungen zur Gestaltung eines MOOCs auf:
| Forschungsergebnis                                                                                   | Empfehlung |
| --- | --- |
| Kürzere Videos sind besonders einnehmend.                                                            | Einzelne Videos sollten höchstens 6 Minuten lang sein.                                                             |
| Videos, die das Gesicht des Sprechenden zeigen, sind motivierender.                                  | Man sollte bei der Nachbearbeitung das Gesicht des Lehrenden zu passenden Zeiten so oft wie möglich einblenden.    |
| Videos, die als persönlich wahrgenommen werden, sind besonders anregend.                             | Man sollte in einem informelleren Setting filmen.                                                                  |
| Sogenannte „Khan-style“ Tutorials* sind motivierender als normale PowerPoint Folien.                 | Man sollte Bewegung und einen visuellen Fluss mit einem natürlichen Sprachfluss kombinieren.                       |
| Die Nutzung aufgenommener Vorlesungsvideos zeigt sich nicht als besonders hilfreich.                 | Möchte man Aufnahmen einer Vorlesung verwenden, sollte man diese dem MOOC Format anpassen.                         |
| Videos, in denen die Lehrenden eher schnell und mit hohem Enthusiasmus sprechen, sind motivierender. | Lehrende sollten vorher geeignet unterwiesen werden, möglichst enthusiastisch zu sprechen.                         |
| Lernende befassen sich in einer anderen Art und Weise mit Vorlesungs- und Tutorial Videos.           | Bei Tutorials sollte die Möglichkeit gegeben werden, das Video an verschiedenen Abschnitten wiederholen zu können. |

Drei Aspekte, die sich demnach zusammengefasst als besonders ausschlaggebend bei der Gestaltung eines guten MOOCs zeigten, sind die Qualität des Materials, das Engagement des Lehrenden und die Interaktion zwischen den Studierenden.
* Bei „Khan-style“ Tutorials handelt es sich um eher einfach gehaltene, dynamische Videos, die von Salman Khan ins Leben gerufen wurden. Dieser Art von Videos wurde große Aufmerksamkeit zuteil, nachdem sie sich als besonders hilfreich während des Lernprozesses herausstellten.

## Nutzen
In ihrem Buch Making Sense of MOOCs schrieben Patru und Balaji in einem Kapitel über die Möglichkeiten und Herausforderungen von MOOCs für die Gesellschaft. Auch wenn ihr Fokus dabei vor allem auf Entwicklungsländern liegt, nennen sie eine Reihe von Aspekten, wie Lernende auf der ganzen Welt von MOOCs profitieren.

### Verbesserter Zugang zu und erhöhte Beteiligung an akademischer Bildung
Dadurch, dass MOOCs Schülern und Schülerinnen auf der (theoretisch) ganzen Welt Zugriff auf kompletten Universitätskursen ermöglichen, werden sie oft als ein wichtiges Tool zur Erweiterung des Zugangs zu akademischer Bildung für Millionen von Menschen gesehen. Sie machen Wissen besser erreichbar, sodass man sagen kann, dass sie zur Demokratisierung akademischer Bildung und Inhalte beitragen und das sowohl lokal wie global.
In diesem Zusammenhang erwähnt beispielsweise Daphne Koller, Mitbegründerin von Coursera, in einem Vortrag zu den Beweggründen für die Plattform einen Vorfall in Südafrika. Im Jahr 2012 kam es an der Universität in Johannesburg zu Verletzten und einer Toten, als Tausende Personen auf einmal versuchten, einen der wenigen noch verfügbaren Universitätsplätze zu bekommen. Auch wenn viele andere Probleme in Entwicklungs- und Schwellenländern dadurch nicht gelöst werden können, so kann der freie Zugang zu Bildung, den MOOC-Plattformen wie Coursera ermöglichen, doch ein Anfang sein.

### Bezahlbare und erreichbare Alternative zu formaler Bildung
Während Deutschland eines der wenigen Länder ist, in dem durch gebührenfreie Hochschulbildung die Kosten für eine tertiäre Ausbildung bewältigbar sind, sind diese in vielen Ländern ein Hindernis für Personen, die eine universitäre Bildung anstreben. Und auch insgesamt steigt der Anteil an privaten Hochschulen. Auch wenn MOOCs eine formale Bildung nicht vollständig ersetzen können, so bieten sie jedoch manche Leistungen, die auch eine Hochschulbildung gewährleisten würde. Der Unterschied ist hierbei jedoch, dass keine Zugangsvoraussetzungen notwendig sind und die Bildung nicht ortsgebunden ist. Des Weiteren ist es möglich selbst zu entscheiden, bis zu welchem Ausmaß man an einem MOOC teilnehmen möchte. Dies bedeutet, dass man die Teilnahme abhängig von den eigenen Wünschen und dem eigenen Wissensstand gestalten kann. Es ist daher möglich, dass ein Teilnehmer seine eigene Lernrate bestimmen kann, mit welcher er sich am wohlsten fühlt.

### Nachhaltige Entwicklung
Durch das offene und kostenlose Angebot von Bildung und somit dem Versuch, akademische Bildung einem breiteren Publikum zur Verfügung zu stellen, können MOOCs als ein Werkzeug gesehen werden, um nachhaltige Entwicklung (englisch: sustainable development) besonders in Entwicklungsländern voranzutreiben. Patru und Balaji weisen dabei auf die offizielle Agenda 2030 der Vereinten Nationen hin und formulieren es wie folgt:
"The (initial) philosophy of MOOCs is to open up quality HE to a wider audience. As such, MOOCs are an important tool to achieve Goal 4 of the 2030 Agenda for Sustainable Development."

## Kritik

### Medienecho
Das Thema MOOC erfuhr besonders Anfang 2013 in der deutschen Presse eine hohe Aufmerksamkeit, die Berichterstattung beschränkt sich jedoch auf xMOOCs. Als besondere Chance wurde die verbesserte Zugänglichkeit zu Lernangeboten hervorgehoben. Dem gegenüber stehen jedoch Probleme didaktischer Natur. Der E-Learning-Forscher Rolf Schulmeister kritisiert in einem Vortrag die bis zu diesem Zeitpunkt „wenig lernförderliche Aufbereitung“ der xMOOCs. Die mitunter geringe Erfahrung einiger Lehrender mit der Organisation von Online-Veranstaltungen spiegelt sich zudem in verschiedenen Berichten wider: Ein Professor brach seinen xMOOC ab, weil er sich mit der gesteigerten Interaktion im Vergleich zu traditionellen Vorlesungen überfordert sah. Eine andere Professorin beendete vorzeitig einen Kurs wegen massiver technischer Probleme – bezeichnenderweise in einem xMOOC zum Thema „Fundamentals of Online Education: Planning and Application“. Ende 2013 mehren sich schließlich in der Presse Stimmen, die von überzogenen Erwartungen an das Format xMOOCs sprechen und sie lediglich als Vorboten weiterer Entwicklung im E-Learning betrachten. Sebastian Thrun, Gründer der xMOOC-Plattform Udacity, sagt gar selbstkritisch, sein Unternehmen habe ein miserables Produkt. Ende März 2014 wechselte jedoch für den weiteren Marktausbau in Ländern wie China der ehemalige Präsident der Yale University, Rick Levin, als neuer CEO zur Plattform Coursera.

### Geringe Absolventenquote
In der Kritik stehen xMOOCs ferner wegen der geringen Absolventenquote. Anhand frei zugänglicher Daten wurde ermittelt, dass oft nicht einmal 10 % der Teilnehmer den Kurs erfolgreich abschließen. Als Gründe werden beispielsweise genannt:
- Teilnehmer stellen fest, dass der MOOC doch zu viel Zeit erfordert
- Ermüdungserscheinungen durch das rezeptive Vortragsformat
- allgemein schlechtes didaktisches Design des Kurses
- Teilnehmer wollen gar kein Zertifikat, sondern stattdessen Wissen erwerben, und nehmen daher nicht an den vorgesehenen Prüfungen teil

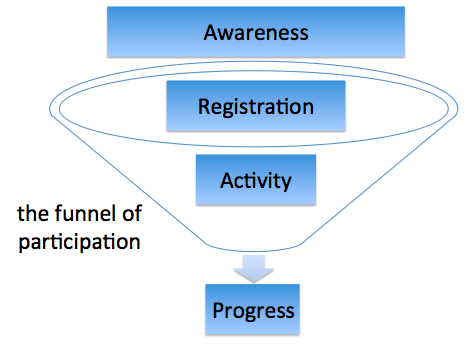
Der "funnel of participation" zur Konzeptualisierung des stetigen Drop-Outs in MOOCs

Zur Konzeptualisierung der hohen Verringerung der Teilnahmerate an MOOCs mit fortschreitender Dauer adaptiert Clow das Modell des Marketing- und Purchase-Funnels. Der Funnel of Participation („Teilnahmetrichter“) beschreibt drei chronologisch geordnete Phasen, die jeweils durch eine steile Abnahme an Teilnehmern gekennzeichnet sind. In einer ersten Awareness-Phase müssen Lernende zunächst über die Existenz des MOOCs Bescheid wissen. Dies trifft natürlicherweise auf einen größeren Anteil der Lernenden zu. Ein geringerer Anteil der Lernenden erreichen die zweite Registration-Phase. Der Anteil der registrierten, die tatsächlich an Kursaktivitäten (Activity-Phase) teilnehmen ist wiederum um einiges geringer.
Es werden immer wieder Versuche unternommen, MOOC-Teilnehmer in bestimmte Gruppen einzuteilen. So stellen Glance und Barrett fest, dass bei MOOC-Teilnehmern zwischen Auditors und Engagers unterschieden werden kann. Während Auditors hauptsächlich passiv am Kurs teilnehmen und Lehreinheiten rezipieren, nehmen Engagers aktiv an tiefergehenden, freiwilligen Kursaktivitäten teil. Entgegen der naheliegenden Auffassung hat ein solches Niveau der Teilnahme an MOOCs allerdings keinen Einfluss auf die Tendenz zum Abschluss des MOOCs. Ebenfalls haben Geschlecht und Bildungsniveau keinen Einfluss auf die Kurs-Retention. Dagegen zeigen sich Interaktion mit dem Kurs-Dozenten und die Wahrnehmung des Kursmaterials und die wahrgenommene Effektivität des Kurses als Prädiktoren für die Kurs-Retention. Auch der Zeitpunkt der Kurs-Einschreibung zeigt sich als relevant. Je früher sich Teilnehmer in einen MOOC einschreiben, desto geringer ist die Wahrscheinlichkeit für vorzeitiges Ausscheiden. Darüber hinaus können soziale Einflussfaktoren zur Vorhersage des Drop-Out-Verhaltens herangezogen werden. Die Intensität und Qualität der Interaktion zwischen den Lernenden innerhalb des Kurses beeinflusst die Tendenz eben jener, den Kurs abzuschließen. So zeigen beispielsweise Kursteilnehmer, die als Autorität dienen und Diskussionen mit anderen Teilnehmern initiieren, höheres Engagement im Kurs. Ähnliches gilt für Teilnehmer, die häufig an von anderen Teilnehmern initiierten Diskussionen beteiligt sind. Außerdem zeigt sich die Stabilität des sozialen Netzwerkes innerhalb des Kurses als Einflussfaktor: Beenden direkte Kollegen eines Teilnehmers den Kurs vorzeitig, so steigt für diesen die Wahrscheinlichkeit, den Kurs ebenfalls zu verlassen.
Aus den festgestellten Einflussfaktoren der Kurs-Retention lassen sich Handlungsempfehlungen ableiten, um diese möglichst gut verstärken zu können. MOOCs müssen die Möglichkeit schaffen, trotz später Einschreibung in den Kurs dennoch den Einstieg in die sozialen Strukturen zu finden und ein entsprechendes Peer-Netzwerk zu formieren, um effektiv an Diskussionen teilnehmen zu können. Auch besteht die Möglichkeit, basierend auf den Einflussfaktoren möglicherweise abbruchgefährdete Teilnehmer ausreichend früh zu identifizieren und gezielt zu unterstützen. Als potente Möglichkeit zur Identifizierung solcher Kursteilnehmer bieten sich automatisierte, textanalytische Verfahren an. So wurde bereits gezeigt, dass durch Sentiment Analysis und neuronale Netze Drop-Out-Wahrscheinlichkeiten für Kursteilnehmer vorherzusagen sind.

### Weitere Probleme und Herausforderungen von MOOCs
Neben der geringen Absolventenquote lassen sich noch weitere Probleme bei MOOCs finden. So ist aus ökonomischer Sicht die Wirtschaftlichkeit von MOOCs recht gering, dadurch, dass diese oftmals kostenlos sind und aus freiwilligen Projekten resultieren. Aus ebendiesem Grund resultiert das Problem, dass MOOCs teilweise noch nicht gänzlich akkreditiert werden. Obgleich MOOCs eine Möglichkeit darstellen, auch Menschen in Entwicklungsländern einen vereinfachten Zugriff auf Bildung zu ermöglichen, setzt ein MOOC dennoch einen gewissen Grad an Technologie voraus. Ein weiteres Problem der Distribution der Teilnehmer liegt darin, dass Live-Sessions nicht immer möglich sind. Diese Live-Sessions sind oftmals auch aus dem Grund nicht möglich, da sich viele MOOCs innerhalb fester Zeitrahmen befinden.

## Alternativen

### Self-Paced Online Course (SPOC)
Self-Paced Online Course ermöglichen eine höhere Flexibilität. Sowohl das Lerntempo als auch der Einstiegszeitpunkt können von den Teilnehmern selbst gewählt werden. Im Jahr 2015 gab es über 800 Kurse, die nach dieser Idee gestaltet wurden.

### Distributed open collaborative courses (DOCC)
Eine weitere Alternative sind Distributed open collaborative courses. Dieser Art von Kursen liegt ein verteilter Lernplan zu Grunde, der im Gegensatz zu MOOCs nicht zentralisiert ist. Die klassischen Rollen von Geld, Hierarchie und des Instrukteurs werden aufgeweicht. Das Erlangen von Wissen soll durch die verteilte Expertise aller Teilnehmer erreicht werden und nicht nur von ein oder zwei Individuen getragen werden.

## Server-Software
Vorgefertigte Software speziell für MOOCs, die auf Servern installiert und mit Inhalten gefüllt werden kann:
- Open edX: Open-source-Software von edX und Google. Open edX bietet keine eigenen Kurse an, stellt aber eine freie Software für andere Anbieter bereit.[43]
- OpenMOOC: Eine in Spanien entwickelte MOOC-Software, die unter der quelloffenen Apache-2.0-Lizenz steht.[44]
- Chamilo: ebenfalls open source. Systemanforderungen sind sehr gering; erprobte Sitzungen mit mehr als 5.000 simultanen Besuchern.

## Anbieter von MOOCs

### Internationale proprietäre Plattformen
- Coursera: Eine führende kommerzielle MOOC-Plattform aus den USA.
- Cognitive Class (zuvor: IBM Big Data University): MOOC-Plattform aus Kanada mit Informatik-Kursen im Bereich Datenbanken, Big Data, Cloud-Computing, Blockchain, IoT, ...[45]
- edX: Kooperative offene E-Learning-Plattform des Massachusetts Institute of Technology (MIT) und der Harvard University.[46]
- Udacity: Kommerzielle US-amerikanische Plattform, die vor allem Kurse im Informatikbereich anbietet.
- Udemy: Kommerzielle US-amerikanische Plattform, die Kurse in diversen Bereichen anbietet.
- NovoEd: MOOC-Angebot der Stanford University (Open Source).[47]
- Polimi Open Knowledge (POK): Italienisches MOOC-Angebot des Polytechnikums Mailand.[48]
- Open Universities Australia (OUA): Australisches MOOC-Angebot.[49]
- France Université Numérique (FUN): Französische MOOC-Plattform.
- FutureLearn: Britische MOOC-Plattform der Open University.[50]
- XuetangX: Der größte MOOC-Anbieter in China. Die Plattform basiert auf der open-edx Software und hebt sich durch spezielle Veränderungen von anderen MOOCs ab.[51]
- Kadenze: Vom ehemaligen Coursera Lehrer Dr. Ajay Kapur entwickeltes MOOC, das speziell für die Lehre von Kunst und Design ausgelegt ist.[52]
- EduOpen: Ein von der italienischen Regierung gegründetes MOOC mit einem Netzwerk aus italienischen und europäischen Universitäten.[53]

### Plattformen für Inhalte unter freier Lizenz
- P2PU: Englische Bildungsplattform, die unter anderem MOOCs anbietet. Alle Inhalte stehen unter offener Lizenz.[54]
- Khan Academy: Nicht-kommerzielle Website mit Lehrmaterial in Form von Videos, gegründet von Salman Khan.[21]

### Deutschsprachige Plattformen
- iversity: Erste deutsche MOOC-Plattform, mit über 1.000.000 Nutzern.[55] Nach der Insolvenzanmeldung und Übernahme durch die Holtzbrinck GmbH will sich iversity auf Weiterbildungsangebote für Unternehmen konzentrieren.[56]
- OpenCourseWorld: Eine deutsche MOOC-Plattform, die von der IMC AG betrieben wird, einem Anbieter von Softwarelösungen im E-Learning-Bereich.
- mooin: Deutsche MOOC-Plattform der Technischen Hochschule Lübeck.
- iMooX: Nationale österreichische Plattform, gehostet von der Technischen Universität Graz.

### Plattformen von Einzelinstitutionen
- openSAP: E-Learning-Plattform für SAP.
- OpenHPI: E-Learning-Plattform zum Thema Informationstechnologie des Hasso-Plattner-Instituts.
- The Virtual Linguistics Campus: E-Learning-Plattform für Linguistik an der Philipps-Universität Marburg, Deutschland.

### Praktische Beispiele
- MOOC im EU-Projekt Biofector[57]